# Retrat del procurador Jacopo Soranzo
El Retrat del procurador Jacopo Soranzo és un quadre del pintor italià Tintoretto realitzat en oli sobre llenç. Mesura 106 cm d'alt per 90 cm d'ample. Va ser pintat el 1550, i es troba en l'actualitat exposat a la Galeria de l'Acadèmia de Venècia.
El quadre mostra en Jacopo Soranzo, que com indica la inscripció parcialment esborrada, va ocupar el càrrec de procurador el 1550. Tintoretto va prendre la imatge del retratat d'un altre llenç de grans dimensions obra seva, en què el procurador apareixia a la part central, envoltat per la seva família; aquest llenç es conserva actualment dividit en tres parts al Castell dels Sforza a Milà.